# Ira, Texas
Ira är en ort i Scurry County i Texas i USA.